# 1771
- Wikisource

| Calendário gregoriano                                                        | 1771 MDCCLXXI                        |
| Ab urbe condita                                                              | 2524                                 |
| Calendário arménio                                                           | 1220 – 1221                          |
| Calendário bahá'í                                                            | -73 – -72                            |
| Calendário budista                                                           | 2315                                 |
| Calendário chinês                                                            | 4467 – 4468 Início a 15 de fevereiro |
| Calendário copta                                                             | 1487 – 1488                          |
| Calendário etíope                                                            | 1763 – 1764                          |
| Calendários hindus - Vikram Samvat - Calendário nacional indiano - Cáli Iuga | 1826 – 1827 1692 – 1693 4871 – 4872  |
| Calendário Holoceno                                                          | 11771                                |
| Calendário islâmico                                                          | 1185 – 1186                          |
| Calendário judaico                                                           | 5531 – 5532                          |
| Calendário persa                                                             | 1149 – 1150                          |
| Calendário rúnico                                                            | 2021                                 |
| Calendário solar tailandês                                                   | 2314                                 |

1771 (MDCCLXXI, na numeração romana)  foi um ano comum do século XVIII do actual Calendário Gregoriano, da Era de Cristo, a sua letra dominical foi F (52 semanas), teve início a uma terça-feira e terminou também a uma terça-feira.
| Ano completo                       |
| ---------------------------------- |
| Ano comum com início à terça-feira |

## Eventos

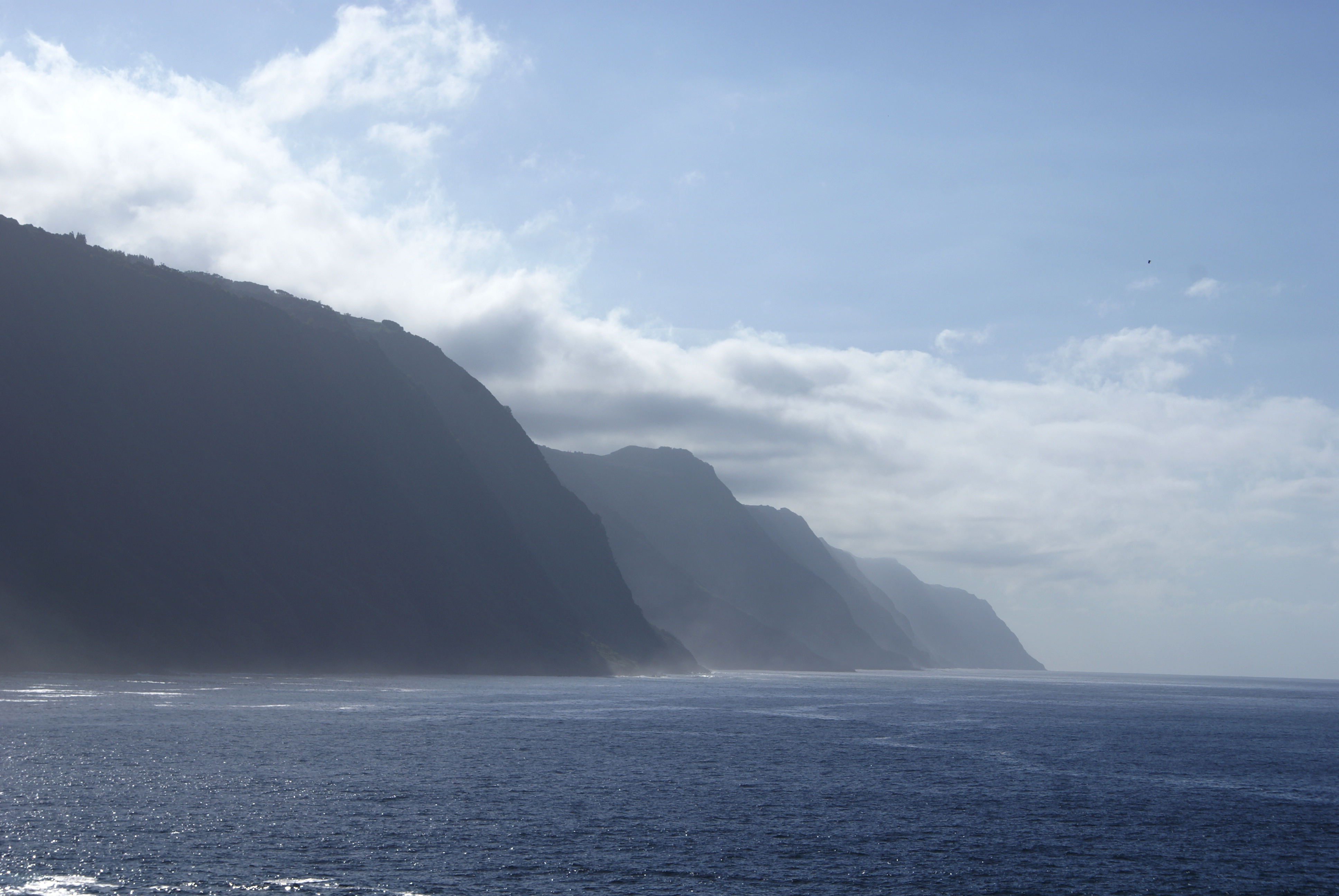
Fajã do Ouvidor, a grandiosidade das falésias, Norte Grande, Velas, ilha de São Jorge.

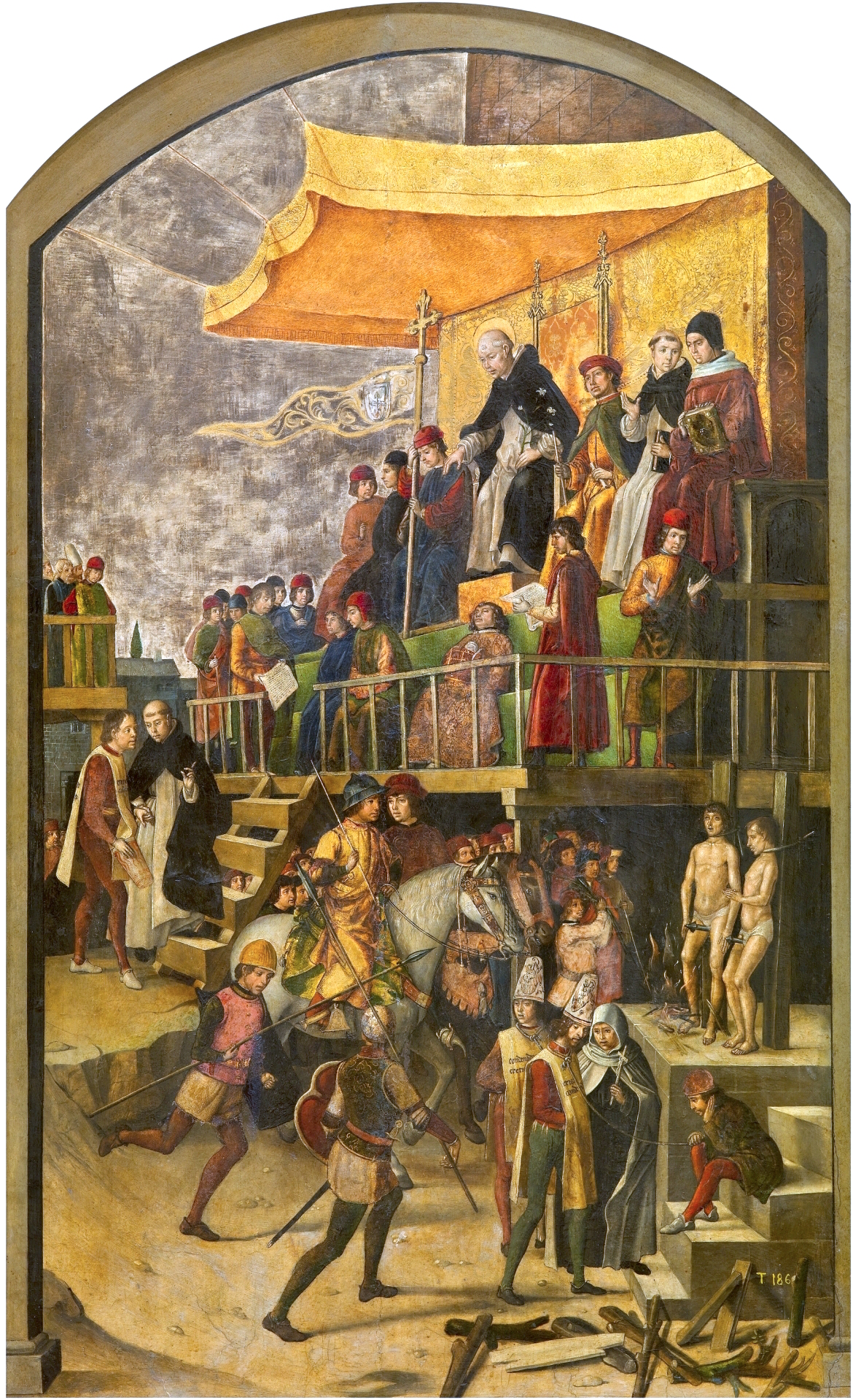
Pedro Berruguete: São Domingos Presidindo a um Auto-de-fé (1475). Visões/Versões artísticas que retratam o tema geralmente apresentam cenas de tortura e pessoas queimando na fogueira durante os eventos/procedimentos, o que é historicamente difícil de se comprovar por documentos que façam referência a este tipo de violência da instituição que realizava e organizava a Santa Inquisição.

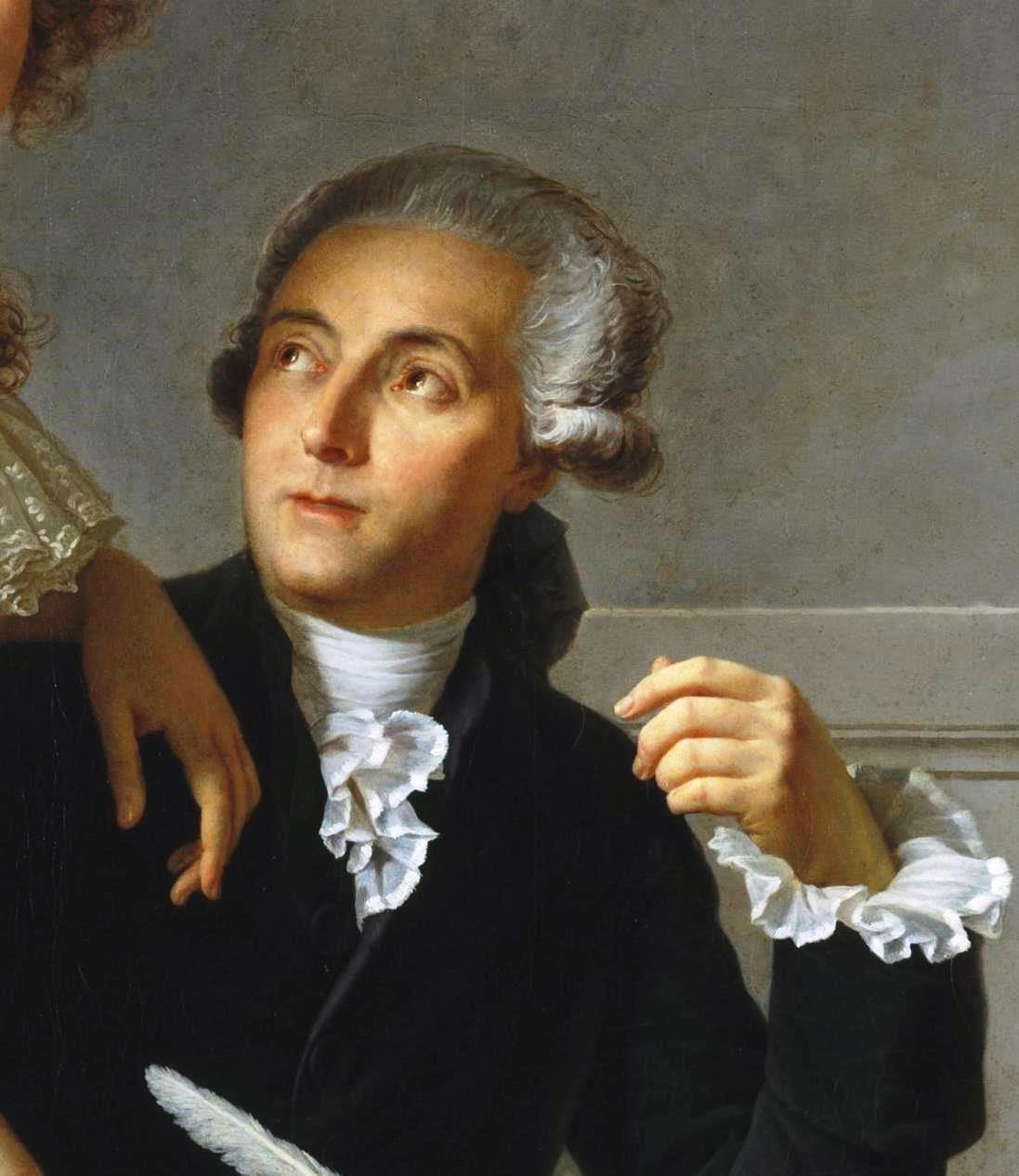
Antoine lavoisier.

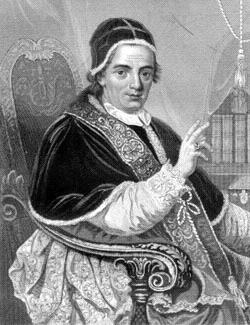
Clemente XIV, O.F.M. Conv.
249º papa.

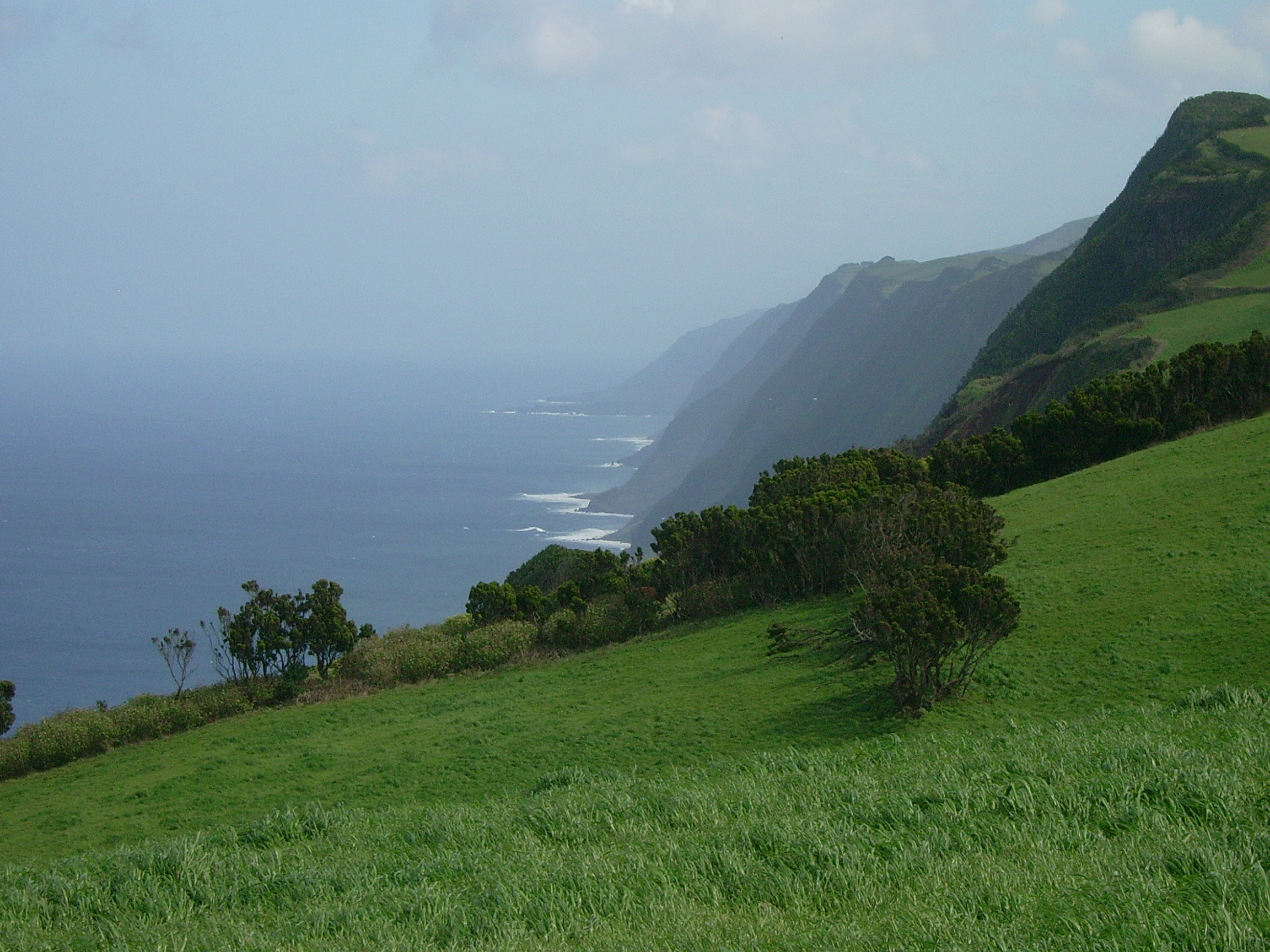
Vista da Costa Norte da ilha de São Jorge, foto tirada do Miradouro da Fajã de Fernando Afonso, no Parque Florestal das Sete Fontes, onde é possível ver a Fajã da Ribeira da Areia, a Fajã da Ponta Furada a Fajã do Ouvidor e também parte da Fajã de Vasco Martins e Fajã Rasa.

- Janeiro - A Espanha concorda em ceder as ilhas Malvinas à Inglaterra, mas não faz qualquer reparações por ter insultado a bandeira inglesa. Por volta do mesmo período o príncipe Henrique da Prússia visita a Rússia e propõe a partilha da Polónia.
- 3 de Fevereiro - Auto-de-fé em Goa com 91 sentenciados.
- 25 de Fevereiro - A Feitoria de Linhos é extinta.
- 9 de Abril - O poeta português Pedro Correia Garção é preso no Limoeiro.
- Junho - A Rússia termina a conquista da Crimeia.
- 4 de Junho - O Ensino passa a depender da Real Mesa Censória.
- Julho - A Áustria e a Turquia assinam um tratado com a intenção de obrigar a Rússia a devolver os territórios conquistados
- 12 de Julho - É criada em Lisboa, a Inspecção Geral dos Diamantes. A coroa fica com o contrato exclusivo da sua exploração.
- 6 de Setembro - A carruagem do Marquês de Pombal é apedrejada à saída do paço. O autor do "crime" é imediatamente detido.
- Descoberto o Oxigénio.
- Elevação do povoado português de Figueira da Foz à condição de vila.
- Em Portugal, elevação à categoria de cidade de Castelo Branco.
- O governo português assumiu a exploração de diamantes como monopólio da Coroa
- O próprio governo português assumiu a exploração de diamantes como monopólio da Coroa.

## Política, Economia, Direito e Educação
- Em Junho - É criada a Cordoaria Nacional de Portugal.
- É abolida a servidão na Saboia.
- F. de Melo Palheta introduz no Brasil a cultura do café.
- Figueira da Foz é promovida a vila; Castelo Branco recebe o título de cidade.
- É iniciada a construção d'A Real Fábrica de Lanifício de Portalegre.
- É publicada, em Portugal, legislação relativa à libertação de escravos negros.
- 6 de Fevereiro - Alvará decretando a livre exportação de cereais das ilhas dos Açores.
- 6 de Fevereiro - Concessão aos Açores da categoria de província de Portugal

## Ciência e Tecnologia
- Lavoisier faz experiências sobre a composição do ar.
- Luigi Galvani descobre a natureza eléctrica dos impulsos nervosos.
- J. A. Delue estabelece regras para medir altitudes com o barómetro.

## Cultura
- Em Julho - O é criado o regulamento dos teatros em Portugal.
- Em Agosto - É apresentado ao rei de Portugal o parecer da Junta da Providência Literária, acerca do estado das Artes e Ciências no reino.
- Jacopo Facciolati, ajudado por Egidio Forcellini, Totius Latinitatis Lexicon.
- W. Robertson, História da América.
- É lançada a primeira edição da Enciclopédia Britânica.

## Filosofia e Religião
- Em Junho - Clemente XIV concede novamente a bula de Cruzada (publicada em Novembro de 1772)
- J. S. Semler, Estudos sobre a Livre Investigação do Cânone.
- Wesley nega a justificação pelas suas obras.
- Indiferida a petição ao Parlamento para dispensar o clero inglês de subscrever os 39º Artigos. John Jebb e outros teólogos tornaram-se unitaristas.

## Pintura, Escultura e Arquitectura
- Benjamim West, A Morte do Lobo (pintura).
- J. A. Houdon, o busto de Diderot.

## Nascimentos
- 16 de Março - Antoine-Jean Gros, pintor romântico francês (m. 1835).
- 13 de Abril - Richard Trevithick, inventor britânico.
- 27 de Abril - Jean Rapp, general francês (m. 1821).
- 14 de Maio - Robert Owen, socialista utópico e cooperativista inglês (m. 1858);
- 3 de Junho - Sydney Smith, escritor e clérigo anglicano britânico (m. 1845)
- 15 de Agosto - Walter Scott, criador do verdadeiro romance histórico (m.1832)
- 14 de novembro - Marie François Xavier Bichat,  anatomista e fisiologista francês (m. 1802)
- ?? - Bernardo José de Abrantes e Castro, médico, diplomata e jornalista português (m. 1833).

## Mortes
- 17 de Setembro - Tobias Smollet com 51 anos.
- 27 de Setembro - Jerônimo de Ornelas, português da Ilha da Madeira e um dos primeiros povoadores da cidade de Porto Alegre, Brasil (n. 1691)
- 13 de Novembro - Konrad Ernst Ackermann, ator alemão (n. 1712)
- 26 de Dezembro - Claude Adrien Helvétius, filósofo e literato francês.
- 27 de Dezembro - Henri Pitot, engenheiro francês. (n. 1695)

## Por tema
- 1771 na ciência
- 1771 na literatura
- 1771 na música